# Anonima Castelli

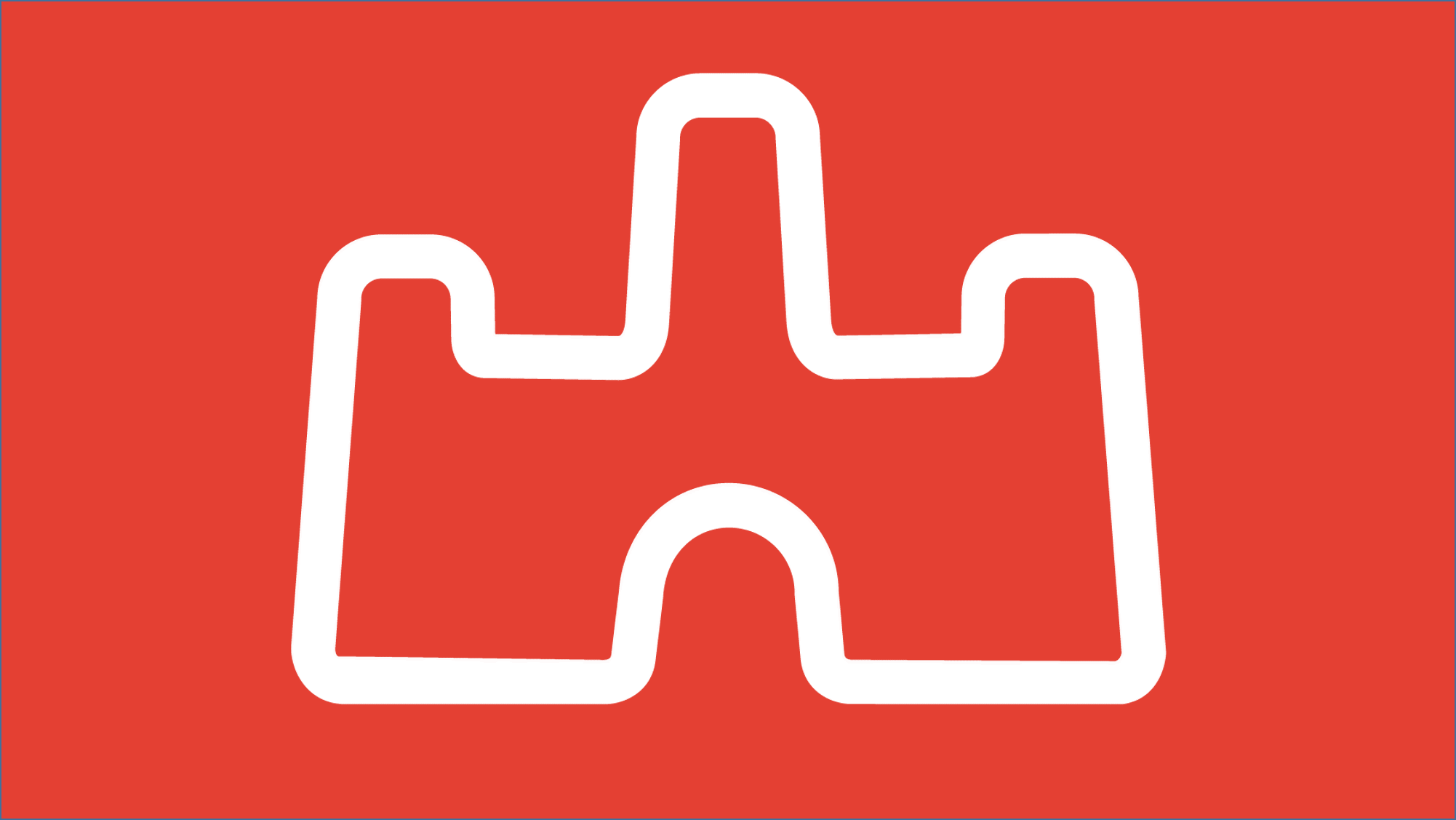
Logo von Anonima Castelli

Anonima Castelli ist ein italienischer Möbelhersteller.

## Geschichte

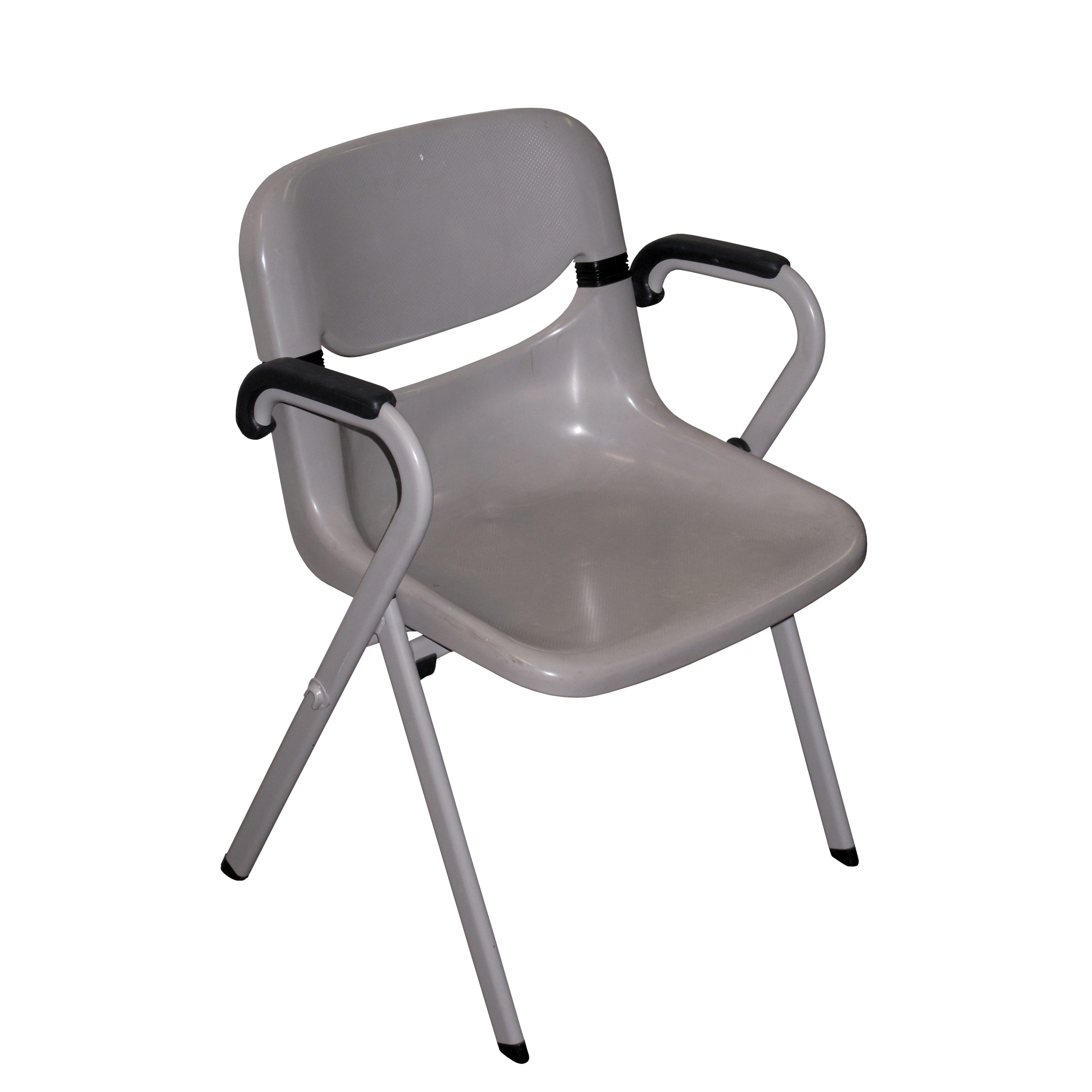
Sitzmöbel Dorsal
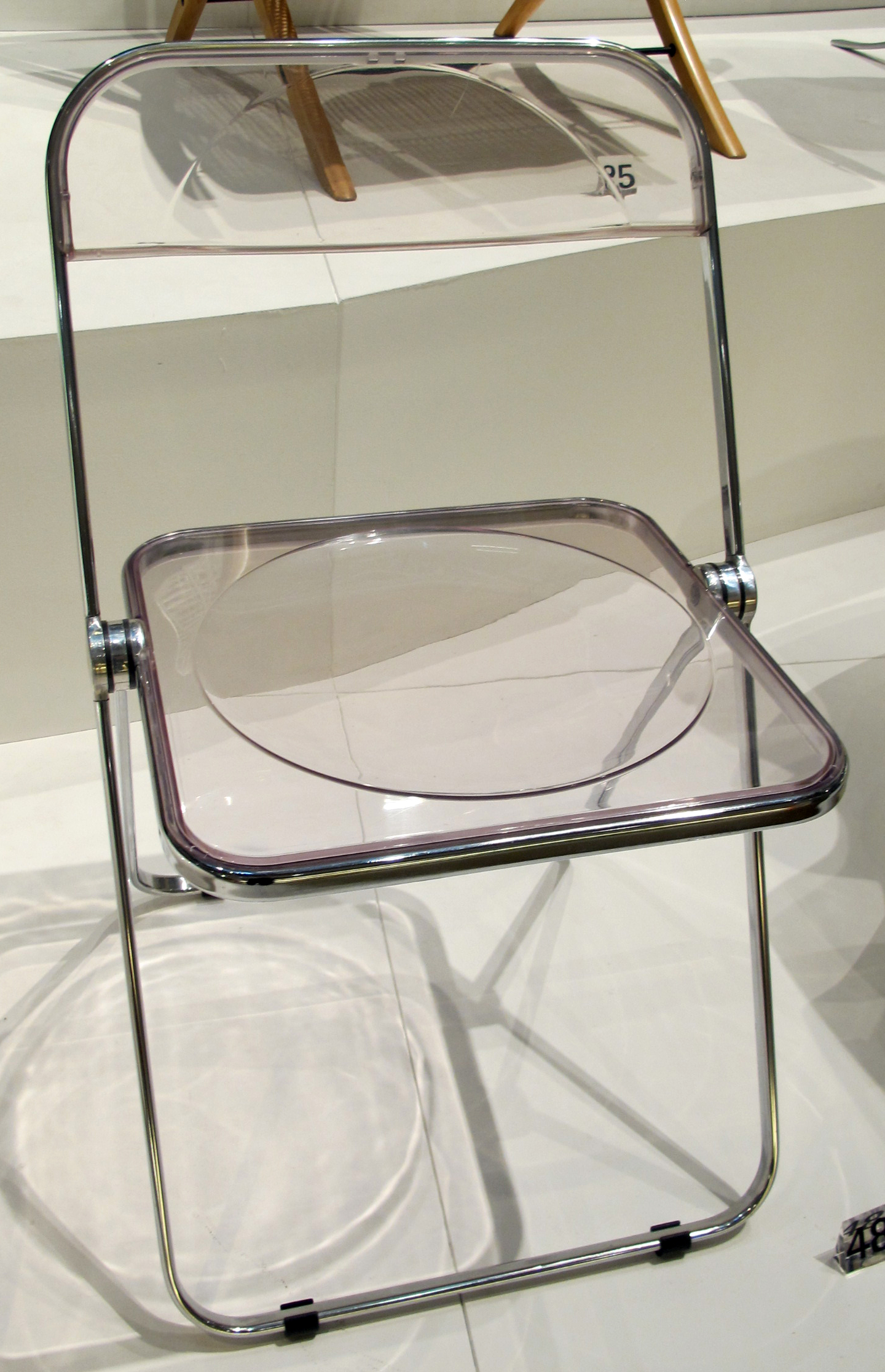
Faltstuhl Plia

Ettore Castelli gründete 1877 in Bologna eine kleine Werkstatt. 1939 wurde die Firma in Anonima Castelli umbenannt und erreichte in dieser Zeit Bekanntheit mit dem Design und der Produktion moderner Büromöbel. 1960 stieß der Innenarchitekt Giancarlo Piretti als Direktor für Forschung und Design zu Anonima Castelli, wo er bis 1972 zahlreiche Modelle (besonders Sitzmöbel) entwarf und so maßgeblich an dem internationalen Erfolg von Anonima Castelli beteiligt war. Einer seiner bekannte Entwürfe ist der faltbare Stuhl Plia aus Kunststoff, den er 1967 auf der Messe Fiera del Mobile in Mailand vorstellte und der sich seit 1969 mehr als vier Millionen Stück verkaufte. Das Objekt gewann 1971 auf der Biennale Ljubljana den Preis BIO5 sowie 1973 den deutschen Designpreis Gute Form-Preis. Exemplare des Stuhls befinden sich in Sammlungen von Museen in Österreich, der Tschechischen Republik, Slowenien und den Vereinigten Staaten.
Zu Pirettis weiteren Entwürfen für Anonima Castelli gehören der Stapelstuhl DCS 106 (1965), der Faltstuhl Plona (1969), der Stuhl Alky (um 1970), die Tische Plantone (1970) und Plano (1971, Goldmedaille IBD), der Kleiderständer Planto (1972), das modulare Sofa-System 61 (1973), der Schirmständer Plurium. sowie das zusammen mit dem argentinischen Architekten und Designer Emilio Ambasz konzipierten ergonomischen Sitzsysteme Vertebra (1979, SMAU Industrial Design Award) und Dorsal (1981).
Andere Entwürfe für Anonima Castelli stammten von Claudio Bellini, Rodolfo Bonetto, Michele De Lucchi, Hans Ell, Doriana und Massimiliano Fuksas, Gino Gamberini, Nilo Gioacchini, Enzo Mari, Charles Pollock, Ferdinand Alexander Porsche, Mario Ruiz und Richard Sapper. Zu den wichtigen Entwürfen gehören Sappers Schreibtisch mit fünf bis neun Plätzen von 1986 (prämiert mit dem Industriedesignpreis Compasso d’Oro), Pollocks Penelope Chair von 1982, die Porsche Executive Office Series von 1989 und das Programm von Ruiz’ mit dem Modell K22 von 2005. Der Compasso d’Oro wurde zwischen 1981 und 1991 viermal an Castelli vergeben.
Seit 1992 gehörte Anonima Castelli zu Haworth, Inc. Nach seiner Insolvenz 2014 wurde das Unternehmen 2015 an die Familie Pavan verkauft (mit Enrico Pavan als Geschäftsführer der neuen Firma Castelli s.r.l. in Pordenone) und setzte auf einen Relaunch der Marke und ihrer Produkte. Seit 2019 gestaltet die Firma unter der künstlerischen Leitung von Simona Franci die klassischen Produkte mit Blick auf Umweltverträglichkeit neu.